# (5587) 1990 SB
1990 أس بي (ويعرف أيضًا باسم (5587) 1990 أس بي وفق تسمية الكوكب الصغير) (بالإنجليزية: 1990 SB) هو كويكب ضمن حزام الكويكبات؛ وترتيبه 5587 من حيث الاكتشاف.
اكتُشف هذا الجُرم الفلكي بواسطة هنري هولت إي في 16 سبتمبر 1990.

## وصلات خارجية
- (5587) 1990 SB في قاعدة بيانات مختبر الدفع النفاث لأجرام النظام الشمسي الصغيرة

- الاكتشاف · مخطط المدار ·  العناصر المدارية · المعلمات المادية

- (5587) 1990 SB على موقع ويكي سكاي: DSS2, SDSS, GALEX, IRAS, Hydrogen α, X-Ray, Astrophoto, Sky Map, Articles and images